# Rourea fluminensis
Rourea fluminensis là một loài thực vật có hoa trong họ Connaraceae. Loài này được George Gardner miêu tả khoa học đầu tiên năm 1842 dưới danh pháp Connarus fluminensis. Năm 1989 Carel Christiaan Hugo Jongkind chuyển nó sang chi Rourea.

## Phân bố
Loài này có tại miền bắc và miền đông Brasil.